# 溝口直諒
溝口 直諒（みぞぐち なおあき）は、江戸時代後期の大名。越後国新発田藩10代藩主。官位は従五位下・伯耆守。のち同じ伯耆守の本庄宗発が老中となったことから信濃守に改め、さらにのち再び伯耆守に復す。

## 経歴
9代藩主・溝口直侯の長男として江戸にて誕生した。幼名は駒之助。
享和2年（1802年）10月29日、父の死去により家督を継ぐ。時に数え4歳と幼少であったため、父の時の例に従い親族の松平信明が後見を行った。文化10年（1813年）より自ら政治を行い、翌11年（1814年）6月1日、11代将軍・徳川家斉に初御目見した。同年12月16日、従五位下・伯耆守に叙任する。
文政6年（1823年）、越後蒲原郡の幕府領8000石余を預けられる。同11年（1828年）にはさらに2000石余、同13年（1830年）にもさらに2000石余を預けられる。同年には陸奥国の飛び領1万3000石余が越後国蒲原郡のうちに復した。天保9年8月5日（1838年9月23日）、家督を長男の直溥に譲って隠居する。
安政5年6月18日（1858年7月28日）、江戸において60歳で死去した。法号は見竜院殿徳巌寿松大居士。江戸の駒込吉祥寺に葬る。なお、溝口氏の菩提寺である新発田市の宝光寺にも初代秀勝から10代直諒までの墓所がある。

## 治世・人物
直諒の治世には、文化5年（1808年）の砲術心得の者の佐渡国派遣や同7年（1810年）の佐渡警備を始めとした、異国船到来に伴う海防関係の経費が嵩み、前代の陸奥との高替え以来窮迫の度を加えた藩財政はさらに悪化した。これに対し直諒は、自ら徹底した財政改革を指示したが、城下の大火や三条地震など天災が集中したこともあり、大きな成果は挙がらなかった。さらに天保の飢饉にも見舞われ、当時成長しつつあった領内の大地主や豪商に依存することで危機を凌いだ。
直諒は父と同じく好学の大名として知られた。江戸に講堂を設け、国元の藩校も直諒の治世に大きく充実した。隠居後は「健斎」または「退翁」と号して学問論や海防論・勤王論などの分野で著書を執筆し、尊王開国論の論陣を張った。また茶の湯にも傾倒し、茶道の宗匠となって「翠濤」と号し、石州流怡渓派から一派を起こして越後怡渓派と称した。

## 系譜
子女は12男15女。以下には早世した者をのぞき、成人した者のみを挙げる。
- 父：溝口直侯
- 母：里代 - 側室の家臣・堀源之進行正の娘、窈樹院
- 正室：歌姫、見明院 - 浅野斉賢の娘
- 継室：浅野斉賢の娘
- 側室：稲美、慶寿院 - 福山氏の娘
  - 長男：溝口直溥 - 錦之助、11代藩主となる。
- 生母不明の子女
  - 六男：本多忠穆 - 虎吉（溝口直與（右京））、 伊勢神戸藩主・本多忠都（忠廉）の養子として縁組みが整い、本多忠穆の名まで決まるが、養家に引っ越す前に死去した。
  - 男子：溝口養正 - 旗本5000石・溝口直徳の養子。[要出典]
  - 三女：菊姫 - 初め肥前大村藩主・大村純顕の正室となるが離縁。のち豊姫と改め、日向延岡藩主・内藤政義の正室となった。
  - 五女：重姫 - 信濃松本藩主・戸田光則の正室となる。